# Liste der Monuments historiques in Île-de-Bréhat
Die Liste der Monuments historiques in Île-de-Bréhat führt die Monuments historiques in der französischen Gemeinde Île-de-Bréhat auf.

## Liste der Bauwerke
| Bezeichnung               | Beschreibung | Standort | Kennzeichnung | Schutzstatus | Datum | Bild           |
| ------------------------- | ------------ | -------- | ------------- | ------------ | ----- | -------------- |
| Kreuz Saint-Michel        | 1788         | (Lage)   | PA00089040    | Inscrit      | 1930  | weitere Bilder |
| Leuchtturm Roches-Douvres |              | (Lage)   | PA22000050    | Classé       | 2017  | weitere Bilder |

## Liste der Objekte

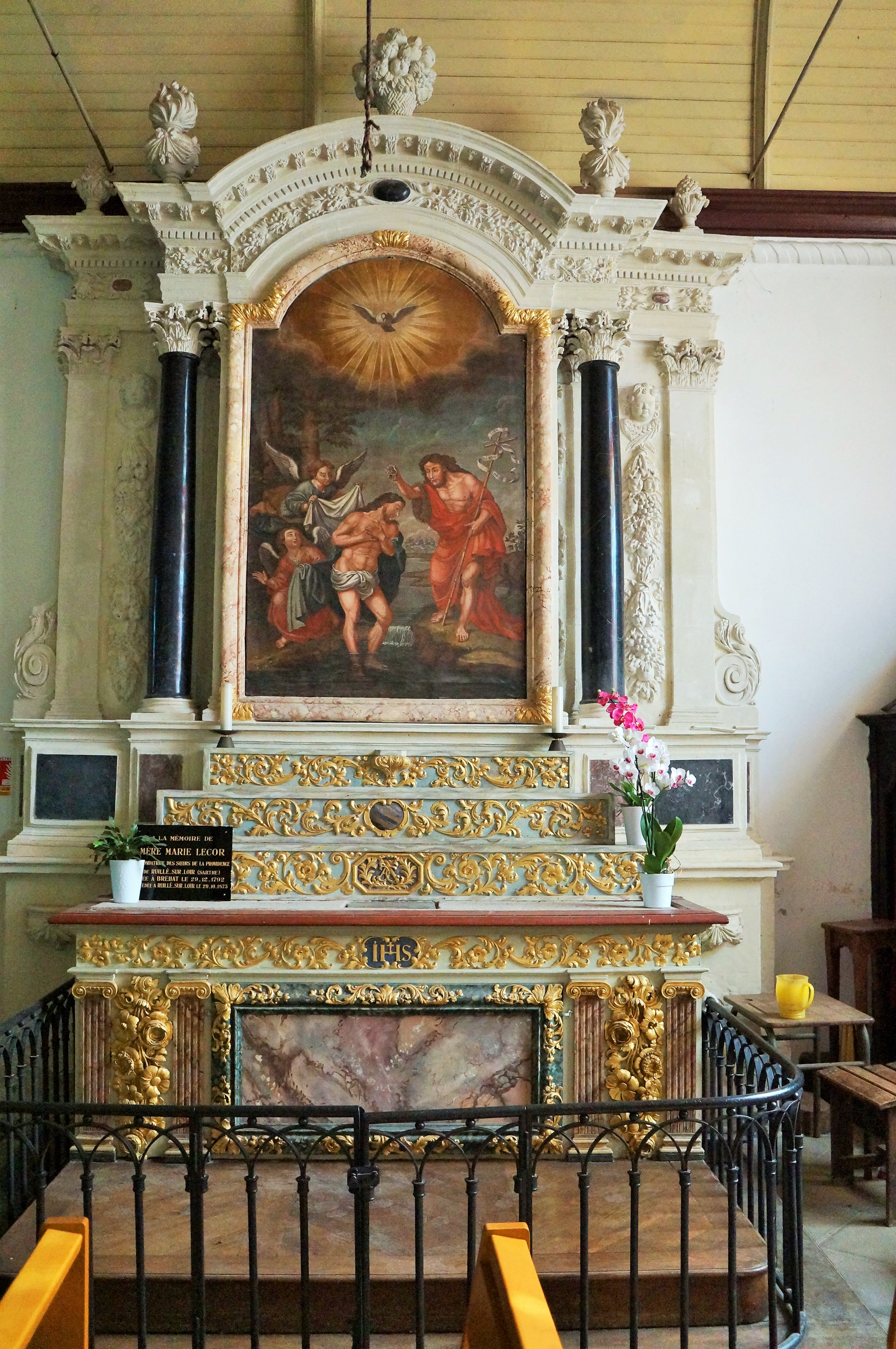
Altar in der Kirche Notre-Dame

- Monuments historiques (Objekte) in Île-de-Bréhat in der Base Palissy des französischen Kultusministeriums